# Lutherstadt Wittenberg
Lutherstadt Wittenberg (eredeti nevén: Wittenberg, latinosan Wittenberga, régi magyaros neve: Vittenberga) város Németországban Szász-Anhalt tartományban. Elsősorban Luther Mártonról híres, aki itt töltötte életének nagy részét, itt indította el a reformációt, és írta meg számos művét. Mai nevét (a Lutherstadt előtagot, mely „Luthervárost” jelent) hivatalosan 1938-ban kapta.

## Története
A mai város területén már 10 ezer éve megtelepedett az ember.
III. Bernát szász herceg 1180-ban lett Szászország ura, 1212-ben bekövetkezett halála után a Wittenberg körüli vidéket fiainak egyike, I. Albert örökölte. Felesége, Szászországi Ilona 1227-ben behívta a ferenceseket és kolostort építtetett számukra. Fiuk, II. Albert (ur. 1260-1298) már Wittenbergben rendezte be rezidenciáját, majd 1293. június 27-én városi kiváltságokban részesítette a települést. Wittenberg megindult a polgári fejlődés útján, 1317-ben már saját önkormányzattal, tanáccsal, 1332-ben saját joghatósággal rendelkezett, 1354-ben pedig piactartási jogot kapott.
I. Rudolf herceg törekvéseinek eredményeként a IV. Károly német-római császár által 1356-ban kiadott Aranybulla Szászország uralkodóját a hét választófejedelem egyikévé tette, ezzel Wittenberg választófejedelmi székfőváros lett. 1380-ban védelmi célból fallal vették körbe a várost. III. Albert herceg 1422-es halálával a drezdai székhelyű Wettin-ház az addigi szász uralkodókat adó wittenbergi Askani-ház fölé kerekedett, és a város elveszítette politikai jelentőségét.
1423-ban a szász Frigyes herceg lett a város feje. 1428-ban Frigyes választófejedelem egy fahidat építtetett az Elbán. 1429-ben a husziták megtámadták a várost, és az elővárost felégették. 1487-ben egy új hidat építettek.
1502. október 18-án Bölcs Frigyes választófejedelem megalapította a Leucorea egyetemet, amely néhány évtized múltán nagy tekintélyű és népszerű intézménnyé vált. 1508-ban először járt a városban Luther Márton, majd itt is élt, 1512-ben itt doktorált teológiából. Az egyetemen kapott professzori állást, emellett pedig gyülekezeti prédikátorként is szolgált. 1517. október 31-én a hagyomány szerint Luther a vártemplom kapujára kitűzte 95 tételét, ezzel kezdődött a reformáció. 1523–1540 között megépítették az új városházát.
1524-ben Frigyes választófejedelem Luthernek ajándékozta az addigra kiürült Ágoston-rendi kolostort. 1525-ben meghalt a fejedelem. 1527-ben felbomlott a ferences rend a városban.
1626-ban katonai központ volt. 1636-37-ben pestisjárvány ütötte fel a fejét, melynek a lakosság fele áldozatául esett.
1707-ben a svédek foglalták el a várost. 1756-ban a hétéves háborúban a poroszoké lett.
1806-ban I. Napóleon foglalta el a várost. 1814-ben a francia csapatok távozásával a poroszok szállták meg. 1815-ben a Poroszországnak ítélte a bécsi kongresszus. 1821-ben Luther Mártonnak emlékművet állítottak.
1841-ben a vasút is megérkezett a városba. 1857-ben felépítették a katolikus templomot.
1944-ben a brit légierő bombázta a várost, majd 1945. április 26-án a Vörös Hadsereg megszállta. 1949-ben a Német Demokratikus Köztársaság része lett, majd 1990-től a Német Szövetségi Köztársaságé.

## Városrészek
| Városrész neve      | Terület (km²) | Lakosság |
| ------------------- | ------------- | -------- |
| Altstadt            | 0,836         | 2244     |
| Schlossvorstadt     | 3,474         | 4355     |
| Lindenfeld          | 1,240         | 6411     |
| Elbtor              | 1,196         | 0        |
| Innenstadt          | 6,746         | 13 010   |
| Apollensdorf        | 6,246         | 1367     |
| Apollensdorf Nord   | 4,907         | 657      |
| Piesteritz          | 5,573         | 4058     |
| Rothemark           | 1,050         | 864      |
| Wittenberg-West     | 0,722         | 2783     |
| Kleinwittenberg     | 1,152         | 923      |
| Griebo              | 10,600        | 624      |
| West                | 30,250        | 11 276   |
| Reinsdorf           | 4,209         | 917      |
| Braunsdorf          | 5,761         | 431      |
| Dobien              | 4,983         | 1410     |
| Nudersdorf          | 4,966         | 945      |
| Schmilkendorf       | 6,154         | 204      |
| Straach             | 5,394         | 604      |
| Berkau              | 8.823         | 109      |
| Grabo               | 8,587         | 103      |
| Boßdorf             | 8,562         | 314      |
| Kerzendorf          | 7,342         | 111      |
| Assau               | 8,530         | 38       |
| Weddin              | 8,260         | 100      |
| Kropstädt           | 12,951        | 829      |
| Jahmo               | 8,290         | 141      |
| Köpnick             | 6,346         | 86       |
| Wüstemark           | 9,718         | 166      |
| Nord                | 106,596       | 6508     |
| Tonmark             | 2,602         | 220      |
| Teuchel             | 5,824         | 1006     |
| Stadtrandsiedlung   | 1,131         | 1063     |
| Trajuhn             | 4,635         | 350      |
| Lerchenbergsiedlung | 1,553         | 1952     |
| Friedrichstadt      | 1,904         | 7713     |
| Mochau              | 6,631         | 396      |
| Thießen             | 4,332         | 144      |
| Nordost             | 28,612        | 12 844   |
| Elstervorstadt      | 3,415         | 912      |
| Labetz              | 4,440         | 447      |
| Wiesigk             | 3,087         | 71       |
| Luthersbrunnen      | 2,046         | 321      |
| Abtsdorf            | 3,350         | 1067     |
| Euper               | 3,912         | 132      |
| Karlsfeld           | 2,436         | 40       |
| Ost                 | 22,686        | 2990     |
| Seegrehna           | 27,451        | 857      |
| Pratau              | 17,119        | 1855     |
| Wachsdorf           | 1,214         | 52       |
| Süd                 | 45,784        | 2764     |
| Összeg 2011         | 240,674       | 49 392   |

## Lakosság
| Év   | Lakosság |
| ---- | -------- |
| 1500 | 2.000    |
| 1532 | 4.500    |
| 1791 | 4.860    |
| 1792 | 4.703    |
| 1793 | 4.662    |
| 1794 | 4.617    |
| 1814 | 4.727    |
| 1826 | 6.725    |
| 1834 | 8.107    |
| 1846 | 10.283   |

| Év   | Lakosság |
| ---- | -------- |
| 1875 | 12.479   |
| 1880 | 13.448   |
| 1885 | 13.836   |
| 1890 | 14.443   |
| 1895 | 16.479   |
| 1900 | 18.345   |
| 1905 | 20.331   |
| 1910 | 22.419   |
| 1925 | 24.160   |
| 1939 | 35.130   |

| Év   | Lakosság |
| ---- | -------- |
| 1946 | 41.304   |
| 1950 | 49.852   |
| 1964 | 46.828   |
| 1971 | 47.323   |
| 1981 | 53.874   |
| 1989 | 51.754   |
| 1990 | 49.682   |
| 1995 | 53.207   |
| 2000 | 49.643   |
| 2005 | 47.805   |

## Látnivalók

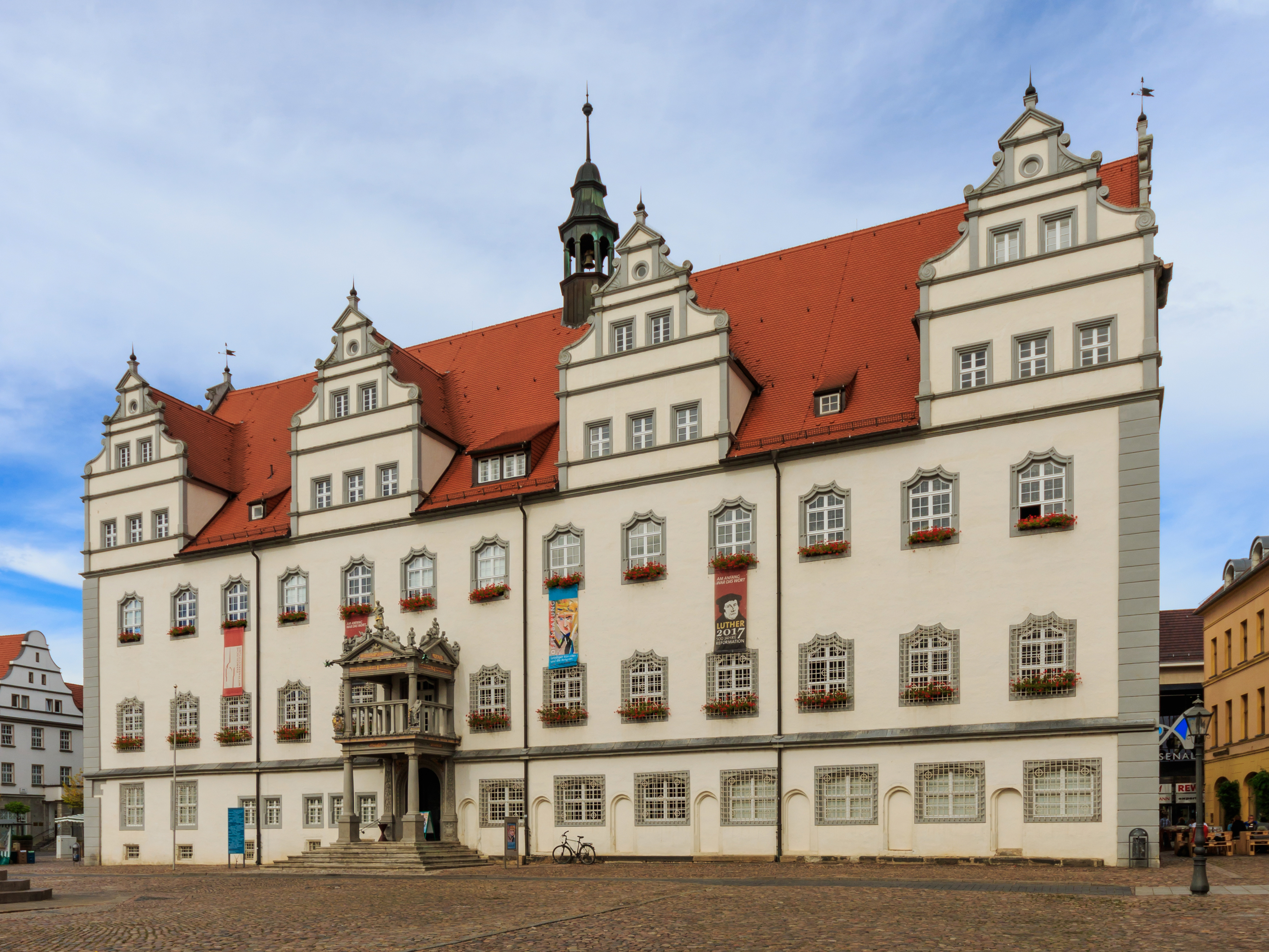
Wittenberg, Városháza

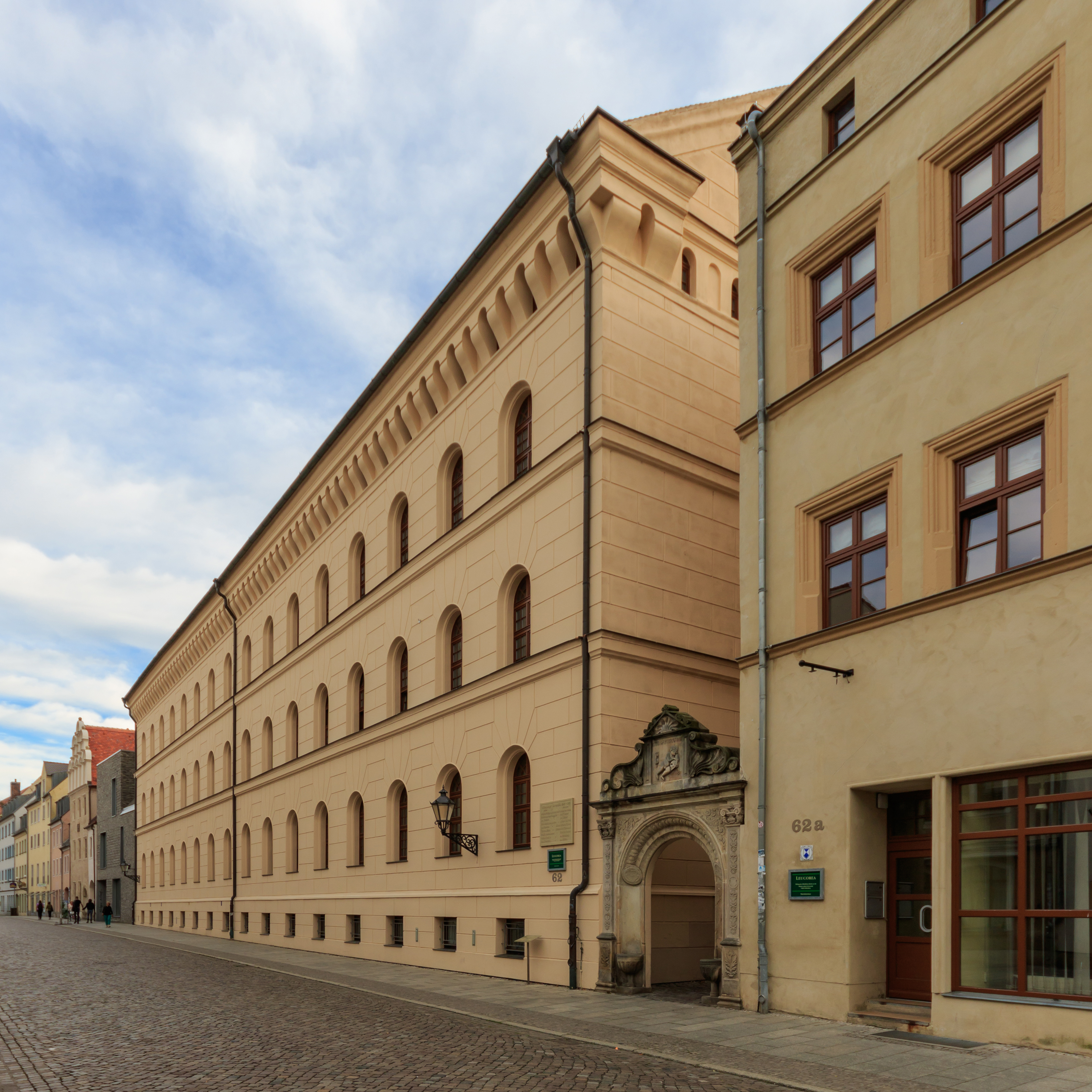
Wittenbergi Egyetem, Leucorea épület

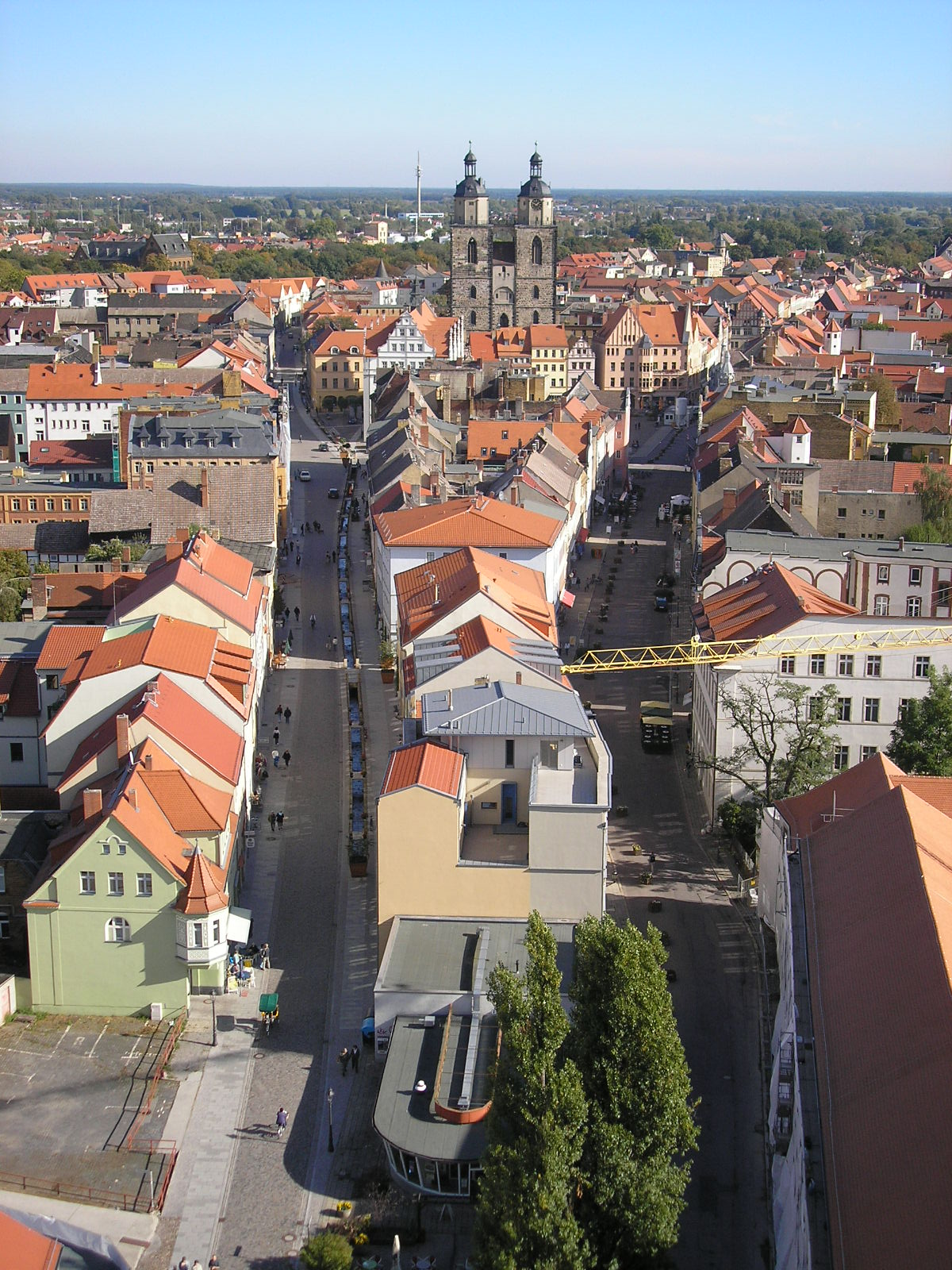
Az óváros látképe a vártemplom tornyából

- Wittenbergi kastély
- Vártemplom (Schlosskirche)
- Városi templom
- Luther-ház
- Melanchthon-ház
- Cranachhöfe
- Hundertwasser iskola
- Hamlet-ház
- Városháza és a Marktplatz

### Múzeumok
- Reformationsgeschichtliches Museum der Stiftung Luthergedenkstätten
- Melanchthonhaus
- Stadtgeschichtliche Sammlung – Várostörténeti gyűjtemény
- Julius-Riemer-Museum
- Haus der Geschichte – A történelem háza (NDK retró lakberendezés)
- Stiftung Christliche Kunst Wittenberg
- Dauerausstellung zur Geschichte des Ortstteiles Piesteritz

## Polgármesterek
- 1703–1714 Johann Ludolph Quenstedt
- 1917–1918 Dr. Friedrich Schirmer
- 1918–1922 Dr. Thelemann
- 1922–1933 Fr. Arnold Wurm
- 1933–1934 Werner Faber
- 1934–1936 Dr.Otto Emil Rasch
- 1936–1937 Landrat Otto Holtz
- 1937–1939 Theodor Habicht
- 1939–1945 Fritz Hofmeister
- 1945–1947 Oskar Gehrischer
- 1947–1950 Friedrich von Basse
- 1982–1989 Klaus Lippert
- 1989–1990 Hans-Joachim Schmidt
- 1990–2015 Eckhard Naumann (SPD)
- 2015– Torsten Zugehör (független)

## Média
- Offener Kanal Lutherstadt Wittenberg
- Wittenberger Wochenspiegel
- Super Sonntag
- Regionalbeilage Mitteldeutsche Zeitung
- INGO
- OnlineMagazin Stadtnetz Wittenberg

## Testvértelepülések
- Németország, Göttingen 1988
- Németország, Bretten 1990
- USA, Springfield (Ohio) 1995
- Magyarország, Békéscsaba 1999
- Dánia, Haderslev 2004

## Híres emberek
- Itt született Augustin Friedrich Walther német botanikus, orvos, sebész és anatómus (1688–1746)